# 王政恒
王政恒，贵州福泉人，清朝政治人物、同進士出身。
雍正八年（1730年）庚戌科進士，三甲一百四十二名，官黎平府學教授。